# Hylopezus nattereri
Hylopezus nattereri е вид птица от семейство Grallariidae.

## Разпространение
Видът е разпространен в Аржентина, Бразилия и Парагвай.